# Карикатурный скандал (2005—2006)

Карикатуры на пророка Мухаммеда, опубликованные газетой Jyllands-Posten в сентябре 2005 года

Карикатурный скандал — межкультурный конфликт между мусульманами арабского мира и современной западной культурной традицией, базирующейся на свободе слова, вспыхнувший в конце 2005 — начале 2006 годов и охвативший практически все страны Европы и мусульманского Востока, а также политический конфликт внутри европейских государств. Причиной конфликта послужили карикатуры на исламского пророка Мухаммеда, напечатанные в 2005 году в одной из датских газет.

## Предыстория

### Отношение к изображению пророка Мухаммеда в исламе

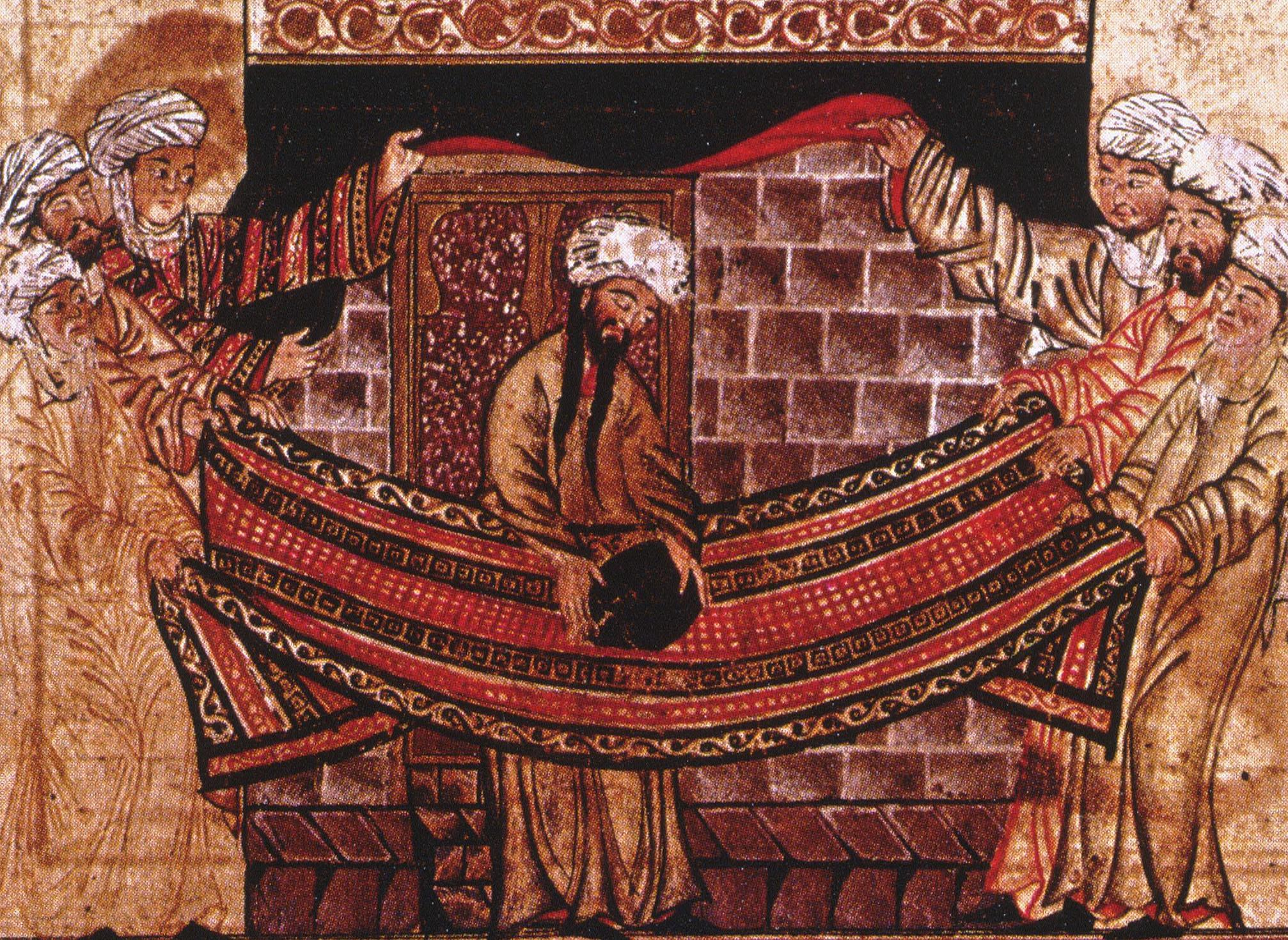
Рисунок с изображением пророка Мухаммеда. 1315 год

Среди мусульман нет единой точки зрения на возможность изображения пророка Мухаммеда. В большинстве суннитских течений, полностью запрещаются любые изображения животных и людей, при этом были периоды, когда разрешалось изображение пророка с закрытым лицом. Изображений Мухаммада очень мало, и подавляющее большинство их выполнено в рамках шиитской традиции. Шииты в целом терпимо относятся к изображениям Мухаммеда.

### Скандальная публикация
30 сентября 2005 года в датской газете Jyllands-Posten была опубликована статья о самоцензуре и свободе слова: в тексте говорилось, что когда датский писатель Коре Блюйтген написал популярную книгу об исламе для детей, то оказалось, что ни один художник не согласился рисовать к ней иллюстрации без условия сохранения анонимности. В качестве причины был назван якобы существующий в исламе запрет на изображение животных и людей (и в особенности пророка Мухаммеда). В качестве иллюстраций статью сопровождали двенадцать карикатур, изображающих мусульманского пророка Мухаммеда.
Руководство газеты Jyllands-Posten утверждало, что опубликованные рисунки являются лишь демонстрацией осуществления на практике свободы слова, однако многие мусульмане как в самой Дании, так и за её пределами рассматривают их как сознательную провокацию. Двое из авторов карикатур, как сообщалось, вынуждены скрываться из-за полученных угроз. Министерства иностранных дел одиннадцати исламских государств потребовали от датского правительства извинений за публикацию, а некоторые из этих стран, не дождавшись извинений, в знак протеста закрыли свои посольства в Дании. За дипломатическими протестами последовал бойкот датских товаров.
Датский имам Ахмад Абу Лабан добавил к серии, первоначально состоявшей из 12 изображений, ещё 3, якобы полученные им от датских мусульман. Первое из них, изображающее мужчину со свиным пятачком на лице, является отретушированной фотографией автомеханика из городка Три-сюр-Баиз (фр. Trie-sur-Baïse) на юге Франции Жака Марро (фр. Jacques Marrot), победившего в конкурсе «на лучшее хрюканье» — ни изображение, ни конкурс не имели никакого отношения ни к пророку Мухаммеду, ни к исламу вообще. Второе изображение представляет собой рисунок неясного происхождения, на котором к молящейся мусульманке сзади пририсован пёс таким образом, что в результате это напоминало зоофилический половой акт. Третье добавленное изображение сопровождается надписью на датском языке «педофил „пророк Мухаммед“» и её переводом на арабский.
Собрав 12 оригинальных карикатур и 3 добавленных изображения вместе, Ахмад Абу Лабан и Ахмед Аккари занялись распространением сведений о датском «богохульстве», возглавив группу активистов, объединившихся в так называемый «Европейский Комитет во славу Пророка».

## Хронология скандала

### 2005
- 30 сентября — в датской газете Jyllands-Posten опубликована статья, сопровождаемая карикатурами на пророка Мухаммеда.
- 8 октября — Исламское общество Дании требует от Jyllands-Posten извиниться и убрать иллюстрации.
- 14 октября — начало пикетов перед издательством Jyllands-Posten в Копенгагене.
- 17 октября — египетская газета «Аль-Фагр» первой в мусульманском мире перепечатала карикатуры, сопроводив их заголовком «Насмешка над пророком и его женой» и сдержанным критическим редакционным комментарием. Никаких массовых протестов или акций не последовало.
- 19 октября — послы 11 мусульманских стран в Дании требуют встречи с премьер-министром Андерсом Фог Расмуссеном, но получают отказ.
- 27 октября — начата проверка газеты Jyllands-Posten на предмет оскорбления религиозных чувств верующих.
- Ноябрь–декабрь — члены делегации имамов Исламского общества Дании посещают ближневосточные государства, чтобы узнать реакцию их руководства на публикацию иллюстраций.
- Ноябрь — ещё одно датское издание WeekendAvisen публикует ещё 10 сатирических рисунков с изображением пророка Мухаммеда.
- 6 декабря — на внеочередном саммите глав 57 государств Организации Исламской Конференции (среди которых были президент Ирана и король Саудовской Аравии) представленные датскими имамами карикатуры вызвали скандал, что привело к началу массовых агрессивных акций по всему мусульманскому миру.
- 7 декабря — начало забастовок в Пакистане в знак протеста против публикации.
- 19 декабря — 22 бывших датских посла критикуют премьер-министра страны за отказ встретиться с послами исламских стран в октябре.
- 29 декабря — Лига арабских государств предъявляет резкий протест датскому правительству за то, что оно не предпринимает никаких действий.

### 2006

#### Январь
- 1 января — датский премьер-министр в своей ежегодной речи заявляет, что в Дании уважают и религиозные верования, и свободу слова.
- 6 января — датские власти отказывают в возбуждении уголовного дела по факту публикации, мотивируя свой отказ отсутствием в действиях редакции газеты состава преступления.
- 10 января — норвежская газета Magazinet перепечатывает рисунки.
- 26 января — Саудовская Аравия отзывает своего посла из Дании и объявляет бойкот датским товарам.
- 26 января — норвежское правительство приносит свои извинения за публикацию рисунков газетой Magazinet, но указывает, что государство не властно над свободной прессой.
- 27 января — первые DoS-атаки на сайт Jyllands-Postens.
- 28 января — Кувейт присоединяется к бойкоту.
- 28 января — организация «Исламская Конференция» (ОИК) требует от датского правительства осудить рисунки.
- 28 января — датский посол в Саудовской Аравии в интервью American AP-TV критикует газету Jyllands-Postens за недостаточное знание ислама.
- 29 января — Ливия закрывает своё посольство в Дании. Протесты проходят на территории Палестины. Исламистские группировки «Исламский джихад» и «Бригады мучеников Аль-Аксы» требуют от всех датчан, норвежцев и шведов покинуть Палестинскую автономию в течение 48 часов. Парламенты Йемена, Бахрейна и Сирии осуждают публикацию карикатур. ОИК предлагает на рассмотрение ООН проект резолюции о запрещении оскорбления религиозных верований. Датского посла в Иордании вызывают на слушание. Президент Афганистана Хамид Карзай называет публикацию изображений ошибкой и выражает надежду, что это научит СМИ быть более ответственными и уважительными в будущем. В Палестинских городах Наблусе и Хевроне происходит публичное сжигание флага Дании. Осуществляются новые DoS-атаки на сайт Jyllands-Postens.
- 30 января — газета Jyllands-Posten публикует свои извинения на датском и арабском языках — не за публикацию карикатур, а за пренебрежение чувствами исламского сообщества. Боевики движения «ФАТХ» окружают представительство Евросоюза в Газе, требуя осудить действия Дании. Бойкот датским товарам объявляет Египет. ЕС заявляет о своей поддержке Дании в отношении бойкота её товаров, который, по мнению ЕС, нарушает правила международной торговли.
- 31 января — премьер-министр Дании официально отказывается принести извинения перед исламскими странами. Иракская военизированная группировка Армия моджахедов призывает к ударам по датским и норвежским объектам. Датский Красный Крест объявляет о планах эвакуации некоторых своих служащих, работающих в Йемене и Секторе Газа.
- Январь — февраль — европейские газеты принимают решение продемонстрировать солидарность с датчанами и норвежцами в скандале. Скандальные рисунки публикуют французские газеты France Soir, Libération и Le Monde, немецкая Die Welt, испанская El País, бельгийская De Standaard, газеты Великобритании, Италии, Исландии, Швейцарии, Новой Зеландии, Норвегии, Нидерландов, Швеции, Польши и другие.

#### Февраль
- 1 февраля — французская газета France Soir перепечатывает скандальные карикатуры. Владелец газеты увольняет главного редактора.
- 2 февраля — уволен редактор иорданской газеты al-Shihan, перепечатавшей несколько карикатур на пророка.
- 3 февраля — общественный скандал перерастает в глобальный политический кризис. После пятничной проповеди жители мусульманских стран выходят на демонстрации под лозунгом «Смерть Дании!». Крупные шествия проходят в Пакистане, Малайзии, Бангладеш, Судане, Иордании, Ливане, Египте и Иране. Протестующие штурмуют датское посольство в Джакарте, Индонезия. Митинги протеста перед посольством Дании в Лондоне. Бельгийские газеты De Standaard и Nieuwsblad публикуют рисунки.
- 4 февраля — арестованы редакторы иорданских газет al-Shihan и al-Mehwar, перепечатавших карикатуры. Продолжаются акции протеста в Лондоне. В Дамаске (Сирия) и Бейруте (Ливан) протесты принимают организованную форму — здесь протестующим удаётся поджечь здания посольств Дании и Норвегии. Несколько десятков палестинцев разгромили немецкий культурный центр и попытались ворваться в офис Евросоюза в Газе. Президент Ирана приказывает разорвать торговые отношения с «провинившимися» странами. Президент Афганистана Хамид Карзай называет карикатуры оскорблением мусульман всего мира. Премьер-министр Турции Реджеп Эрдоган заявляет, что карикатуры на пророка Мухаммеда — это удар по духовным ценностям ислама. Новозеландский ежедневник The Dominion Post публикует рисунки и статью, включающую текст из статьи в Википедии. Польская газета Rzeczpospolita публикует рисунки. Порядка 500 арабов прошли маршем в Назарете (Ан-Насире) в знак солидарности с остальным исламским миром.
- 5 февраля — Премьер-министр Дании Андерс Фог Расмуссен встречается с послами 76 стран, чтобы разъяснить свою позицию: «Датское правительство не может извиняться за действия свободной и независимой газеты… Но наше общество поддерживает взаимную терпимость и уважение… Принцип свободы слова для нас самый важный из принципов». Многотысячная толпа демонстрантов в столице Ливана Бейруте разграбила и сожгла датское консульство.
- 5 февраля — Соединённые Штаты подвергли критике публикацию в западной прессе карикатур на пророка Мухаммеда. Признавая важность права граждан на свободу прессы, Госдепартамент США отметил, что СМИ должны подходить к публикации своих материалов со всей ответственностью. В заявлении американского внешнеполитического ведомства говорилось, что появившиеся в ряде изданий карикатуры на почитаемого мусульманами пророка «оскорбляют их религиозные чувства». «Разжигание подобным образом религиозной и этнической ненависти неприемлемо», — говорилось в документе.
- 7 февраля — США меняют свой подход к скандалу — Джордж Буш звонит датскому премьер-министру и выражает ему поддержку и солидарность.
- 7 февраля — Лондонский проповедник Абу Хамза аль-Масри, член руководства организации «Аль-Мухаджирун», арестованный в мае 2004 года на основании британского закона о борьбе с терроризмом и под давлением США, признан виновным в пропаганде терроризма и насилия, подстрекательстве к убийству иноверцев, разжигании расовой ненависти и хранении литературы экстремистского содержания, но вместо ожидаемого пожизненного заключения приговорён всего к семи годам лишения свободы. Некоторые обозреватели связывают столь мягкое наказание с продолжающимся «карикатурным скандалом» и полагают, что судебная власть решила не провоцировать мусульманскую общину Великобритании.
- Президент Ирана Махмуд Ахмадинежад приказывает создать специальную комиссию, которая займётся выработкой экономических санкций в отношении стран, где были напечатаны карикатуры. После этого Иран отзывает послов из этих стран, а популярная иранская газета «Хамшахри» объявляет о проведении конкурса карикатур о Холокосте под девизом «Где предел свободы слова на Западе?» Победитель получит денежный приз в размере 12 тыс. долларов.[6] Махмуд Ахмадинежад требует созыва чрезвычайной сессии организации «Исламская конференция» для выработки общего подхода к государствам Европы.
- 8 февраля — Глава индонезийского МИД Хассан Вираюда заявляет, что правительство Индонезии будет «всегда стоять на страже» интересов Дании в этой стране, несмотря на волну протестов. Тем временем посол Дании в Индонезии уже отправил свою семью и ряд сотрудников в Сингапур, уведомив МИД о временной приостановке работы посольства в столице и закрытии консульства в городе Сурабайя (остров Ява).
- 9 февраля — Афганское движение «Талибан» предлагает награду в 100 кг золота тому, кто убьёт авторов карикатур на пророка Мухаммеда.
- 10 февраля — Французский мусульманский совет подаёт в суд на сатирическое издание Charlie Hebdo, опубликовавшее карикатуры на пророка Мухаммеда.
- 11 февраля — объявлено о временном отзыве датских послов из Сирии, Ирана и Индонезии в связи с невозможностью обеспечить их безопасность.
- 12 февраля — вандалы осквернили более 25 мусульманских могил на кладбище города Эсбьерг на западе Дании.
- 14 февраля — в Лахоре (Пакистан) протестующие разгромили офисы американских и других западных фирм и учреждений. Подожжено здание местного парламента.
- 14 февраля — Министр иностранных дел Ирана Манучер Моттаки, находящийся с рабочим визитом в Армении, заявил, что Дания должна принести извинения мусульманскому миру за нанесённое оскорбление и подвергнуть уголовному наказанию лиц, причастных к появлению карикатур. Он сказал также, что публикация карикатур «была продуманным и запланированным шагом, направленным на столкновение цивилизаций».
- 15 февраля — 70 тыс. человек вышли на улицы пакистанского Пешавара. Акция протеста переросла в массовые беспорядки, в ходе которых были зафиксированы нападения на иностранцев.
- 15 февраля — президент Пакистана Первез Мушарраф, находящийся с визитом в соседнем Афганистане, призвал европейцев и все западные страны осудить публикацию карикатур, подчеркнув, что свобода печати не даёт права оскорблять религиозные чувства других народов.
- 16 февраля — в пакистанском городе Карачи прошла многотысячная демонстрация протеста. Участники акции, организованной суннитским движением «Джават-аль-э-суннат», жгли изображения премьер-министра Дании, датские флаги и скандировали: «Да проклянёт Всевышний того, кто оскорбил пророка!» Все образовательные учреждения и многие магазины в городе по распоряжению властей были закрыты.
- 17 февраля — Дания временно, «по соображениям безопасности», закрывает своё посольство в Пакистане из-за непрекращающихся демонстраций протеста.
- 18 февраля — В Нигерии в результате беспорядков погибли по меньшей мере 16 человек. Большинство погибших — местные христиане. В городе Майдугури (север Нигерии) мусульмане подожгли не менее 10 христианских церквей. Беспорядки продолжались несколько часов, пока правоохранительным органам не удалось взять ситуацию в городе под контроль. К подавлению беспорядков была привлечена армия, в провинции  введён комендантский час.

18 февраля — В Ливии в ходе беспорядков у итальянского консульства в Бенгази полиция застрелила не менее 11 демонстрантов, 50 человек было ранено. Никто из итальянского персонала не пострадал. Сотрудники консульства были срочно эвакуированы в Триполи. 19 февраля ливийский лидер Муаммар Каддафи отправил в отставку главу МВД за чрезмерное применение силы при разгоне демонстрации. Похороны погибших переросли в новые беспорядки. Протестующие проникли на территорию итальянского консульства, покинутого сотрудниками. Столкновения с полицейскими прошли в районе городской больницы Бенгази, а также вдоль улицы, ведущей на кладбище, на которой находится и итальянское консульство. Беспорядки у консульства Италии в Бенгази начались после того, как итальянский министр по реформам Роберто Кальдероли, представляющий в правительстве партию «Лига Севера», появился на публике в футболке с изображением карикатуры на пророка Мухаммеда в знак протеста против «неуважения мусульманами западных ценностей». Министр был вынужден покинуть свой пост по требованию главы правительства Италии Сильвио Берлускони, назвавшего поступок министра недопустимым. Премьер-министр заявил, что действия министра не имеют ничего общего с линией правительства Италии в отношении мусульман. Президент Италии Карло Адзелио Чампи призвал государственных чиновников с ответственностью относиться к собственным поступкам. Требование об отставке Кальдероли поддержали практически все представители как правящего большинства, так и оппозиции, в том числе и руководство «Лиги Севера».
- 18 февраля — В Вене (Австрия) прошла демонстрация мусульман под лозунгами «Руки прочь от пророка», «Остановить крестовый поход против ислама». Шествие прошло без каких-либо инцидентов. Демонстрантов сопровождали многочисленные силы полиции. В Германии наиболее многочисленная акция, собравшая свыше 2 тыс. человек, прошла в центре Дуйсбурга. Ранее крупные акции протеста мусульман состоялись в Дюссельдорфе, Бонне, Берлине, Касселе и других городах.
- 18 февраля — Пакистанская полиция провела серию арестов с целью предотвратить запланированные массовые акции протеста. В ночь на пятницу были проведены рейды по штаб-квартирам религиозных партий и домам известных религиозных деятелей. По словам представителя «Муттахида маджлис-е-амаль» (ММА — альянс шести основных религиозных партий страны), были задержаны сотни видных представителей религиозных партий и лидеры ММА. Это, однако, не смогло предотвратить демонстрации протеста, направлявшиеся из центра пакистанской столицы к дипломатическому анклаву, где расположены иностранные дипломатические миссии. Взять ситуацию под контроль власти смогли лишь поздно вечером. Несколько полицейских получили тяжёлые ранения.
- 20 февраля — Генеральный прокурор Ирана Горбанали Дорри-Наджафабади заявил, что Иран не будет более терпеть оскорбительных выходок европейских СМИ и в случае новых публикаций карикатур на пророка Мухаммеда инициирует судебное разбирательство.

### Март
- 21 марта — Министр иностранных дел Швеции Лайла Фрейвальдс (Laila Freivalds) ушла в отставку после того, как стало известно, что именно по её требованию был закрыт сайт партии «Шведские демократы», опубликовавший карикатуры на пророка Мухаммеда. Министра обвинили в посягательстве на свободу слова. Сама же она заявляет, что главную свою задачу во время скандала с карикатурами видела в том, чтобы оградить Швецию от волны мусульманских протестов, какая имела место в случае с Данией, и донести до исламских стран информацию о том, что шведское правительство демонстрирует большое уважение к религиозным вопросам.
- 21 марта — Принц Чарльз, находящийся с визитом в Египте вместе с супругой, выступил в исламском университете Аль-Азхар в Каире с речью о взаимопонимании между исламом и христианством, резко раскритиковав публикацию карикатур на пророка Мухаммеда в западной прессе. По его словам, протесты и насилие, вызванные публикациями, показали, какую опасность представляет проявление неуважения к людям, исповедующим другую религию.

### Более поздние события
Датский политик арабского происхождения Насер Хадер в ответ на скандал основал движение «Умеренные мусульмане». В настоящее время Хадер является депутатом датского парламента.

## Отголоски скандала в России
- 6 февраля 2006 года — и. о. премьер-министра Чечни Рамзан Кадыров заявил о намерении «не пускать в Чечню всё, что исходит из Дании», включая общественные организации этой страны. Наиболее влиятельной датской организацией, активно работающей в Чечне, является Датский совет по делам беженцев — одна из крупнейших зарубежных гуманитарных организаций, действующих на Северном Кавказе. Уже 7 февраля вице-премьер Чечни Халид Вайханов в письме к главе представительства Управления верховного комиссара по делам беженцев ООН в РФ подтвердил нежелание чеченских властей видеть в республике Датский совет — чеченское правительство признаёт заслуги датской благотворительной миссии, но заявляет о невозможности обеспечить её безопасность. В ответ руководство Датского совета заявило, что сокращает объём помощи населению и ждёт официальных объяснений. Через две недели полпредство президента РФ в Южном федеральном округе (ЮФО) направило запрос в управление Генпрокуратуры в ЮФО с просьбой дать правовую оценку действиям должностных лиц правительства Чечни. 26 февраля Рамзан Кадыров после встречи с комиссаром Совета Европы по правам человека Альваро Хиль-Роблесом объявил о намерении возобновить деятельность Датского совета по делам беженцев в Чечне.
- 9 февраля — волгоградская газета «Городские вести» публикует статью «Расистам не место во власти», сопровождаемую рисунком, на котором изображены пророки иудаизма, христианства и ислама в компании Будды, осуждающие вооружённые столкновения. Через неделю первый вице-мэр Волгограда Андрей Доронин сообщает, что мэрия, которая является учредителем газеты, закрывает издание за опубликование рисунка на религиозную тему — по словам Доронина, «чтобы не разжигать межнациональную рознь».
- 15 февраля — Заместитель Генерального прокурора РФ Николай Шепель заявляет о начале проверки на предмет соответствия российскому законодательству карикатуры, опубликованной в волгоградской газете «Городские вести»[7].
- 16 февраля — после отказа убрать карикатуры хостинг-провайдером «Majordomo» был закрыт новостной блог «BitchX»[8][значимость факта?].
- 17 февраля областная вологодская прокуратура возбудила уголовное дело в отношении главного редактора местной газеты «Наш регион+», где они были опубликованы как иллюстрация к статье «Карикатурная война: мнения», Анны Смирновой по обвинению в «возбуждении национальной вражды лицом с использованием своего служебного положения».
- 20 февраля — В Волгограде по просьбе муниципального учреждения «Волгоград-Информ» Нижне-Волжским управлением Росохранкультуры объявлено недействительным свидетельство о регистрации местной газеты «Городские вести». Решение о закрытии газеты принято городской администрацией, не дожидаясь решения Генеральной прокуратуры о соответствии опубликованной 9 февраля в газете карикатуры российскому законодательству. Председатель Совета при президенте РФ по содействию развитию институтов гражданского общества и правам человека Элла Памфилова назвала действия волгоградских властей абсурдом, добавив, что журналисты могут рассчитывать на её помощь. Уполномоченный по правам человека в России Владимир Лукин призвал «как следует всыпать бездарным холуйствующим бюрократам, достойным быть персонажами Гоголя и Салтыкова-Щедрина»[9]. Своё недовольство закрытием газеты выразили члены комиссии Общественной палаты по коммуникациям, информационной политике и свободе слова в СМИ.
- 9 марта Росохранкультура пообещала отозвать лицензию Газеты.ру, если она не уберёт 6 датских карикатур, использованных как иллюстрация к статье «Карикатурная война»[10]. Издание карикатуры убрало, но пообещало обратиться в суд.
- 23 марта, по сообщению российского интернет-ресурса «Правда.ру», ФСБ потребовала, чтобы «Правда.ру» удалила материалы, «способствующие разжиганию межконфессиональной розни» — карикатуры на пророка Мухаммеда. На главной странице издания «Правда.ру» вместо новостных материалов появилась надпись: «По требованию Федеральной службы безопасности РФ доступ к материалам „Правды.ру“ временно приостановлен». При этом все остальные страницы сайта были доступны и сайт продолжал функционировать. Позднее редакция выпустила заявление, в котором потребовала от ФСБ «объяснений и извинений». «Правда.ру» утверждает, что карикатуры у себя она не размещала.

## Отголоски скандала в Беларуси
В номере белорусской газеты «Згода» («Согласие») за 18—26 февраля 2006 года была опубликована статья «Палітычны крэатыў» («Политический креатив»), иллюстрациями к которой служили карикатуры на пророка Мухаммеда, опубликованные газетой Jyllands-Posten в сентябре 2005 года. Позже президент Белоруссии Александр Лукашенко в одном из своих выступлений назвал эту перепечатку «провокацией против государства». А министр информации Владимир Русакевич пообещал не «либеральничать» с газетой «Згода». В итоге газета была закрыта властями, а 18 января 2008 года главный редактор газеты Александр Сдвижков был приговорён минским городским судом к трём годам лишения свободы в колонии усиленного режима за «разжигание расовой, национальной или религиозной вражды или розни». Этот приговор стал самым жёстким наказанием для участников карикатурного скандала не только в Европе, но и в странах, где ислам является преобладающей религией. По мнению многих журналистов и политиков, суровость приговора вызвана в первую очередь тем, что «Згода» была оппозиционной газетой. 22 февраля 2008 года Верховный Суд Республики Беларусь, рассмотрев кассационную жалобу, сократил срок заключения с трёх лет до трёх месяцев и освободил Александра Сдвижкова из-под стражи.

## Отголоски скандала в Швеции
В августе 2007 года газета «Nerikes Allehanda» опубликовала ещё одну карикатуру на пророка, изображающую его с телом собаки. Как пояснило издание, это было сделано с целью поддержать автора рисунка, художника Ларса Уилкса, работы которого художественные галереи страны отказались выставлять по соображениям безопасности, и продемонстрировать, что «свобода слова и вероисповедания в Швеции не пустой звук». Как и следовало ожидать, затея шведской газеты обернулась новыми протестами в мусульманских странах и угрозами в адрес виновников скандала. Например, террористическая группировка «Исламское государство Ирак» обещало 100 тыс. долл. за ликвидацию Ларса Уилкса и 50 тыс. долл. за убийство главного редактора «Nerikes Allehanda», допустившего рисунок к печати.

## Новый виток противостояния
16 февраля 2008 года пять датских газет вновь опубликовали изображение пророка Мухаммеда с тюрбаном в виде бомбы. Публикация носила явно протестный характер. «Мы поступили так, чтобы показать, что стоит на кону в этом случае, и чтобы выразить нашу однозначную поддержку свободе слова, которую мы как газета всегда будем отстаивать», — написала датская «Berlingske Tidende», объясняя своё решение о публикации данной карикатуры.
Карикатуры были опубликованы после того, как стало известно о готовящемся покушении на художника Курта Вестергора, одного из авторов тех самых 12 карикатур на пророка, которые и стали причиной карикатурного скандала.
2 января 2010 года появилась информация о новом покушении на Вестергора — в его дом ворвался человек с топором, который при задержании оказал вооружённое сопротивление полиции.
8 сентября 2010 года датскому карикатуристу Курту Вестергору, изобразившему пророка Мухаммеда с тюрбаном в виде бомбы, вручена Потсдамская премия СМИ. Немецкие мусульмане подвергли критике участие в этой церемонии Ангелы Меркель.
9 октября 2010 года автору карикатур художнику Вестергору присудили Лейпцигскую премию СМИ. Лейпцигская «Премия за будущее и свободу средств массовой информации» дотирована 30 тысячами евро. В этом году её разделили Курт Вестергор, афганский журналист Сайед Якуб Ибрагими и болгарский репортёр Ассен Йорданов.

## Рецепция
Профессор Саба Махмуд отмечала, что «для многих европейских мусульман эти карикатуры представляют собой особенно порочный пример расизма, который они наблюдают среди своих соотечественников в Европе».